# Theo Schetters (bioloog)
Theo Schetters (24 mei 1956) is een Nederlandse bioloog en immunoloog. Hij is als bijzonder hoogleraar verbonden aan de Universiteit van Pretoria in Zuid-Afrika en is directeur bij het bedrijf ProtActivity dat zich bezighoudt met de ontwikkeling van vaccintechnologie ter bestrijding van protozoale ziekten.

## Academische carrière
Hij behaalde in 1980 zijn doctorale diploma biologie aan de Universiteit Utrecht. Vervolgens behaalde hij in 1986 zijn doctoraat in geneeskunde aan de Universiteit Nijmegen. In 1986 maakte een persoonlijke beurs van de Britse Academie voor Wetenschappen (Royal Society) het mogelijk om zijn onderzoek naar onder andere  malaria-immuniteit voort te zetten aan het National Institute for Medical Research in Mill Hill, Londen.
Van 1988 tot 2014 was Schetters werkzaam als wetenschappelijk groepsleider bij het veterinair farmaceutisch bedrijf Intervet International in Boxmeer, waar hij vaccins ontwikkelde tegen coccidiose bij kippen en tegen babesiose bij honden. Beide vaccins zijn weer van de markt genomen.
In 2004 ontving hij een Medal of Honour van de Faculteit Pharmacie van de Universiteit van Montpellier in Frankrijk en werd daar Professeur Invité. In 2017 werd hij benoemd tot buitengewoon hoogleraar bij de afdeling Veterinary Tropical Diseases van de Universiteit van Pretoria in Zuid-Afrika. Schetters is lid van de editorial board van het wetenschappelijke tijdschrift Parasitology van Cambridge University Press.

## Kritiek op coronabeleid
Sinds oktober 2020 wordt Schetters regelmatig geïnterviewd door online mediaplatforms vanwege zijn mening over de bestrijding van COVID-19. Zo was hij te zien op De Nieuwe Wereld, blckbx en De Groene Rekenkamer. Hij stelde in januari 2021 onder andere dat een mRNA-vaccin voor het ontstaan van een auto-immuunziekte (Antibody-dependent enhancement (ADE)) zou kunnen zorgen en dat massale mRNA-vaccinatie roekeloos en onnodig is. Hij gelooft dat alternatieve medicatie zoals preventieve toediening van ivermectine in combinatie met zink ziekenhuisopnames kan voorkomen. Tevens uitte hij ook toen al twijfel of groepsimmuniteit wel haalbaar is op COVID-19.
Zijn visie op de vaccinaties en de massavaccinatiecampagne van de overheid wordt door veel wetenschappers bekritiseerd.
 
In het Nederlands Tijdschrift voor Geneeskunde schreef Schetters met de medici H.P. Rutten en M. Tóth van het Artsen COVID Collectief een artikel waarin zij hun standpunt over het beperken van vaccinaties tot kwetsbare groepen uiteenzetten.
- International Standard Name Identifier: 0000 0003 9251 0237
- Nederlandse Thesaurus van Auteursnamen: 072118512
- ORCID: 0000-0002-7228-4861
- Système universitaire de documentation: 17591348X
- Virtual International Authority File: 286585786
- WorldCat: E39PBJvHcRtB9qwygBTyMy4THC